# イルマリネン (海防戦艦)
イルマリネン (Ilmarinen) はフィンランド海軍の海防戦艦でイルマリネン級海防戦艦の一隻。艦名はカレワラの登場人物にちなむ。

## 艦歴

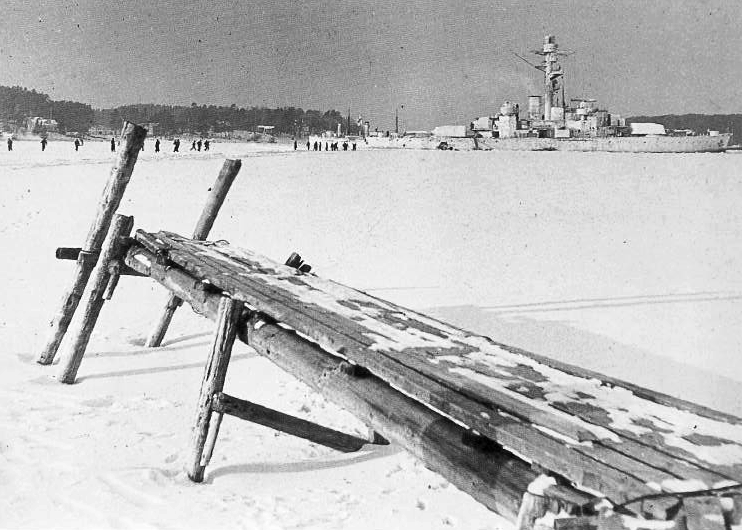
冬戦争中の「イルマリネン」（1940年3月10日）

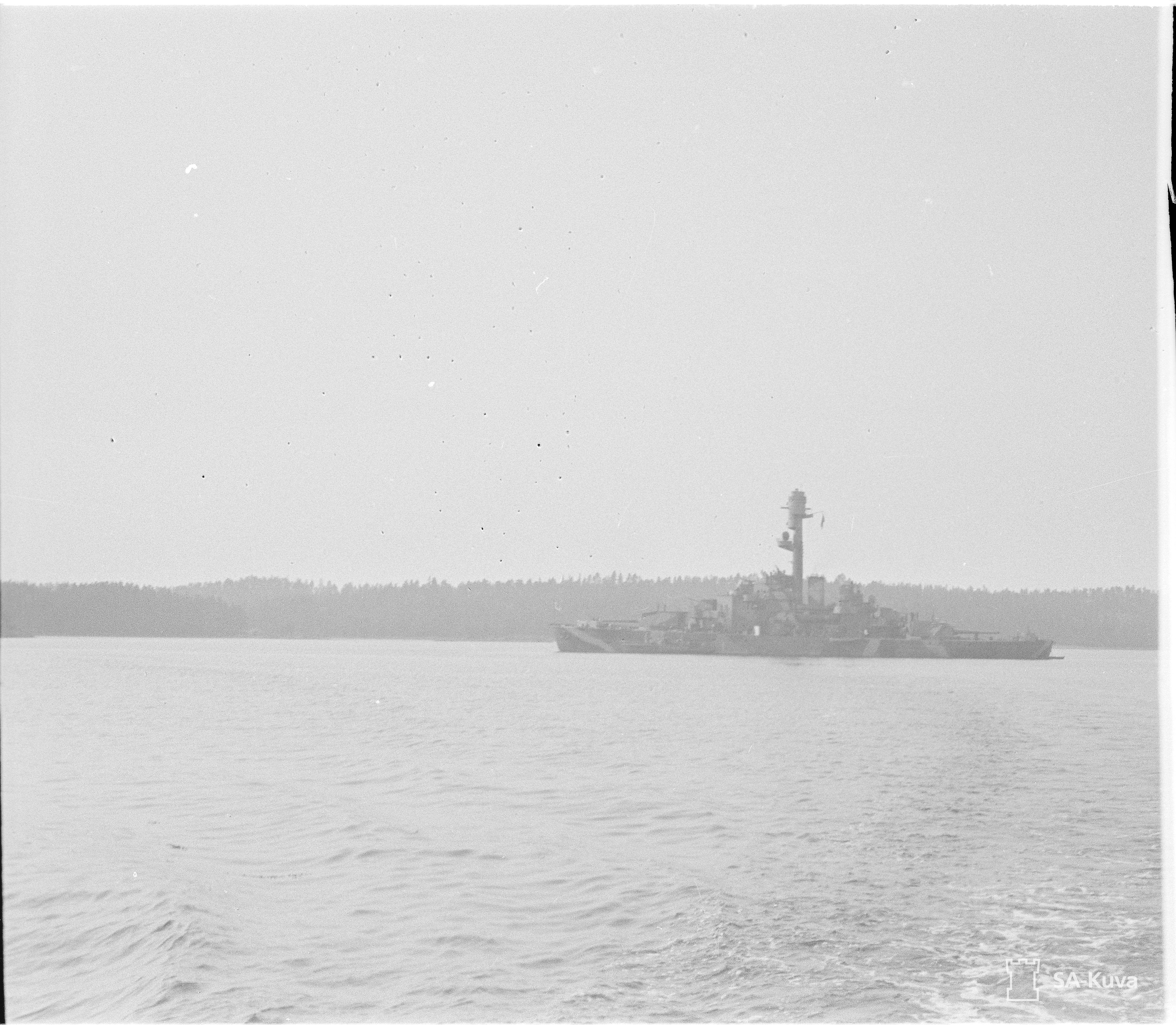
「イルマリネン」（1941年7月28日）

クリクトン・ヴルカン社で建造。1931年1月2日起工。1931年9月9日進水。1933年9月3日に引き渡され、1934年4月17日に沿岸艦隊に配備された。
1934年7月5日、訓練中に「イルマリネン」は潜水艦「イク・トゥルソ」と衝突した。同年7月27日には「イルマリネン」はヴァーサ多島海で座礁し艦底を損傷した。
1935年、リガとリバウを訪問。1938年、大統領キュオスティ・カッリオを乗せストックホルムを訪問。1839年にも「ヴァイナモイネン」とともにストックホルムを訪問した。

### 冬戦争
1939年11月30日、ソ連がフィンランドへ侵攻を開始。同日、「イルマリネン」と「ヴァイナモイネン」はヘグソーラで爆撃を受け、命中弾はなかったが「イルマリネン」では負傷者が出た。2隻はオーランド諸島防衛のため、そこへ向かった。12月25日、「イルマリネン」は爆撃で至近弾を受け、また機銃掃射で戦死者1名を出した。1940年1月末には2隻はトゥルクへ移り、同地の防空に従事した。この時は船体が白色に塗装されている。3月、冬戦争は終結した。

### 継続戦争
1941年6月、再び戦争が始まった。「イルマリネン」と「ヴァイナモイネン」は7月4日、12日、14日、9月2日にハンコに対する艦砲射撃を実施した。また、「イルマリネン」は7月19日と7月26日に爆撃で至近弾を受け、後者の時は戦死者1名負傷者13名が出ている。
1941年9月、「イルマリネン」と「ヴァイナモイネン」はノルトヴィント作戦に参加した。これはドイツ軍によるヒーウマー島、サーレマー島上陸作戦の欺瞞作戦で、艦隊によって上陸場所の逆方向に敵を誘致しようというものであった。参加部隊は3群に分かれ、「イルマリネン」と「ヴァイナモイネン」は哨戒艇4隻と共に第1群を構成した。9月13日17時55分に作戦参加部隊はウト島を出撃し南下したが、ソ連側はこれにに気づかなかった。18時25分、「イルマリネン」と「ヴァイナモイネン」はパラヴェーンを展開。19時51分に右に変針した際に「イルマリネン」の右のパラヴェーンが水没した。帰途に就くため20時30分に回頭を開始たところ、「イルマリネン」の左舷で2度の爆発が発生。数分で転覆し、それから間もなく沈没した。132名が救助されたが、271名が死亡した。
爆発の原因としてもっともありえるのは機雷で、19時51分に変針時に右のパラヴェーンにかかった浮遊機雷が20時30分の回頭時に左側に流れて当たったのだろうとか、左のパラヴェーンにかかった機雷が回頭時に外れて艦の方に流され当たったのだろうともいわれている。
生存者は後に「イルマリネンの水泳チーム」として知られた。彼らの中には後々著名な建築士となるヴィルヨ・レヴェル大尉が居た。
イルマリネンの喪失は現在でもフィンランド海軍にとり一度にこうむった最大の損害である。軍司令部は喪失の秘密を保持しようと努めたが、しかしスウェーデンの新聞はすぐにこの事故を報告し、またフィンランドの新聞に出た多数の水兵の死亡告示もまたソビエトへの警報となり、この国もすぐに喪失を報告した。
この艦は1990年に位置がつきとめられた。艦は転倒した状態で発見され、泥に深く埋没し、70mの深度で停止している。この艦は戦没碑に類別されている。

## 艦のデータ
全長93.00m、水線長90.00m、最大幅7.59m。排水量及び吃水は軽荷で3531トン、4.071m、常備で3808トン、4.332m、満載で4028トン、4.537mであった。
主砲はボフォース45口径25.4cm連装砲2基。仰角は最大45度で、仰角40度での榴弾の飛距離が31172mとなっている。副砲はボフォース50口径10.5cm砲を連装で4基搭載。最大仰角85度、最大射程18.2km、最大射高12000mであった。
他にヴィッカース40口径40mm砲40mm砲単装4基を搭載。1941年6月にボフォース60口径40mm機関砲連装1基、単装2基に換装された。また、マドセン60口径20mm機銃が追加搭載されている。
ディーゼル・エレクトリック推進、ワード・レオナード方式で、主機はクルップ・ゲルマニア社製過給機付き6気筒4ストローク・ディーゼル機関4基。主発電機はブラウン・ボヴェリ社製発電機2基で、2軸推進。速力は計画14.5ノット、公試では4100馬力で15.2ノット、3200馬力で14.35ノット。
装甲は主砲防楯、バーベット、司令塔がKCで、他はニッケル鋼。厚さは水線装甲帯が55mm、主砲前楯100mm、側楯および後楯50mm、天蓋70mm、バーベット100mm、司令塔側面120mm、甲板15mmであった。